# Park Kyoung-doo
Park Kyoung-doo (né le 3 août 1984) est un épéiste sud-coréen spécialiste de l'épée.
Médaille de bronze aux championnats du monde 2011 de Catane, il a remporté le Grand prix d’épée messieurs individuel à Doha en battant Silvio Fernandez lors de la finale.
En 2014, il obtient deux médailles d'argent, individuelle et par équipe, aux championnats du monde de Kazan.